# Першин, Вячеслав Дмитриевич
Вячеслав Дмитриевич Першин (род. 22 октября 1937) — советский футболист, нападающий, защитник

## Биография
В 1955 году был в команде КФК «Химик» Днепродзержинск. 1956 год начал в «Металлурге» Запорожье, затем был в дубле «Динамо» Киев. С 1957 года — в СКВО / СКА Одесса. В 1960 году перешёл в «Трудовые резервы» Луганск (в 1964 году — «Заря», в сезонах 1963—1964 выступал вместе с тёзкой-однофамильцем). В 1966—1967 годах играл за СКА Киев. В 1968 году выступал за «Шахтёр» Донецк. Играл за «Авангард» Тернополь (1968—1969), «Десну» Чернигов (1970).
Начальник команды «Спартак» Ивано-Франковск (1974).